# Mexigonus morosus
Mexigonus morosus är en spindelart som först beskrevs av George William Peckham och Elizabeth Maria Gifford Peckham 1888.  Mexigonus morosus ingår i släktet Mexigonus och familjen hoppspindlar. Inga underarter finns listade i Catalogue of Life.